# Componente terrestre dell'armata belga
La componente terrestre dell'Armata belga (in francese Composante terre, in olandese Landcomponent, in tedesco Landkomponente) è l'attuale denominazione dell'esercito del Belgio e parte integrante del suo sistema difensivo. Nel 2002 il governo decise di seguire l'esempio del Canada e impose una "struttura unica" alle forze armate fondendole nell'Armata. Come conseguenza, l'esercito belga cessò di esistere come forza armata autonoma, assumendo la denominazione attuale.

## Organizzazione degli anni 1870

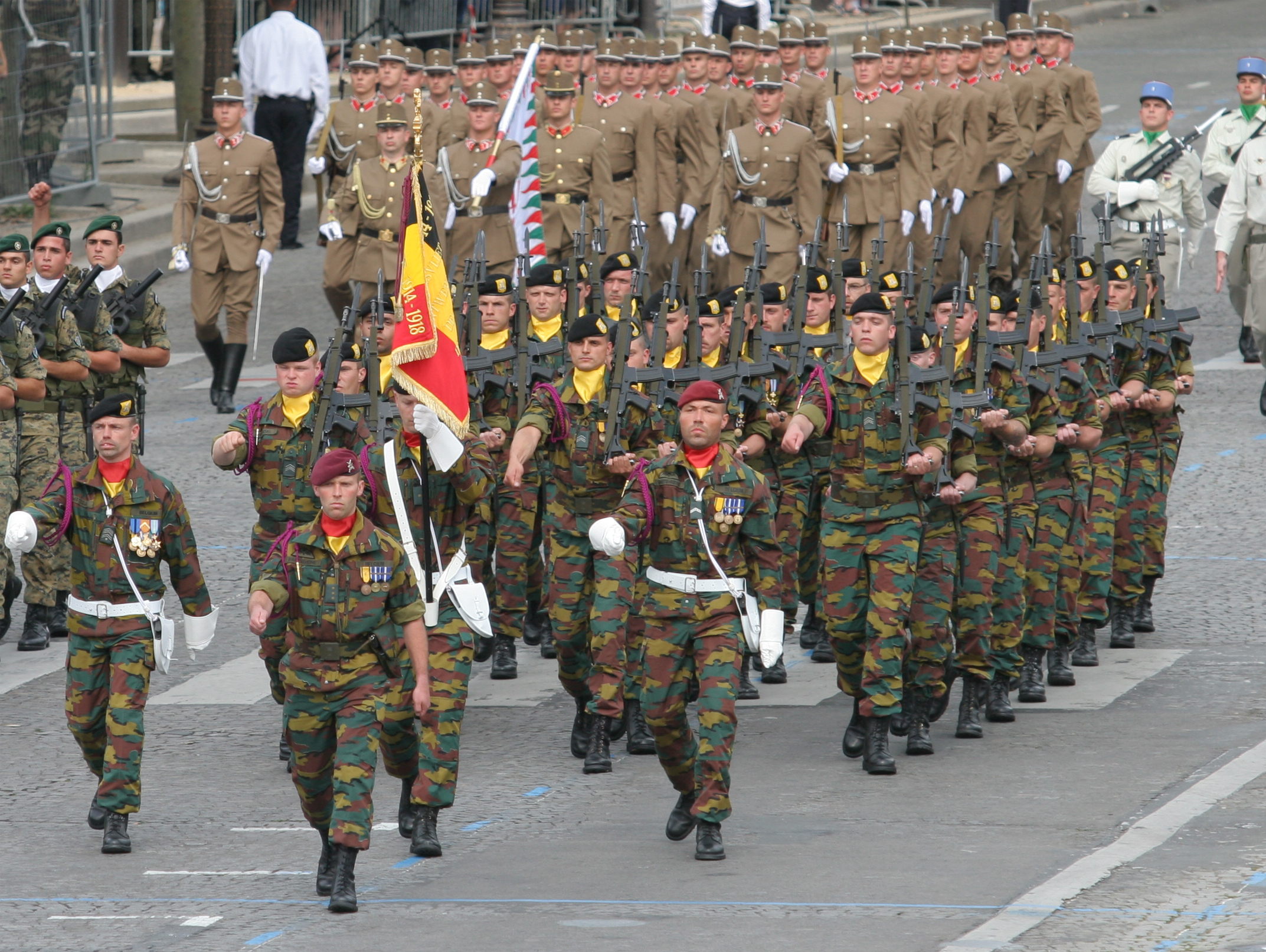
Un distaccamento del 2º/4º Reggimento fucilieri a cavallo alla parata militare del 14 luglio del 2007

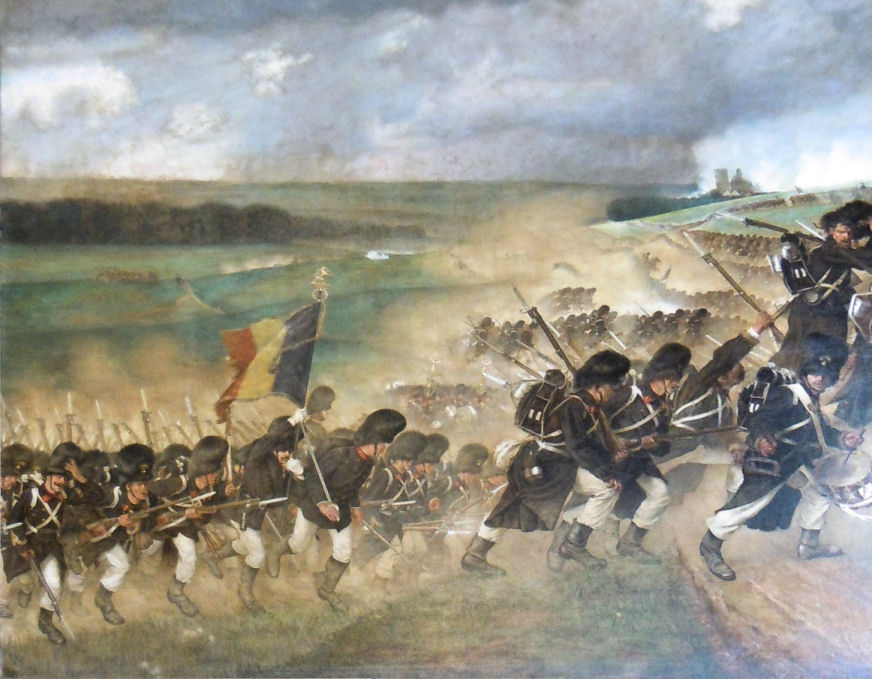
Un reggimento di granatieri in manovre nel 1894

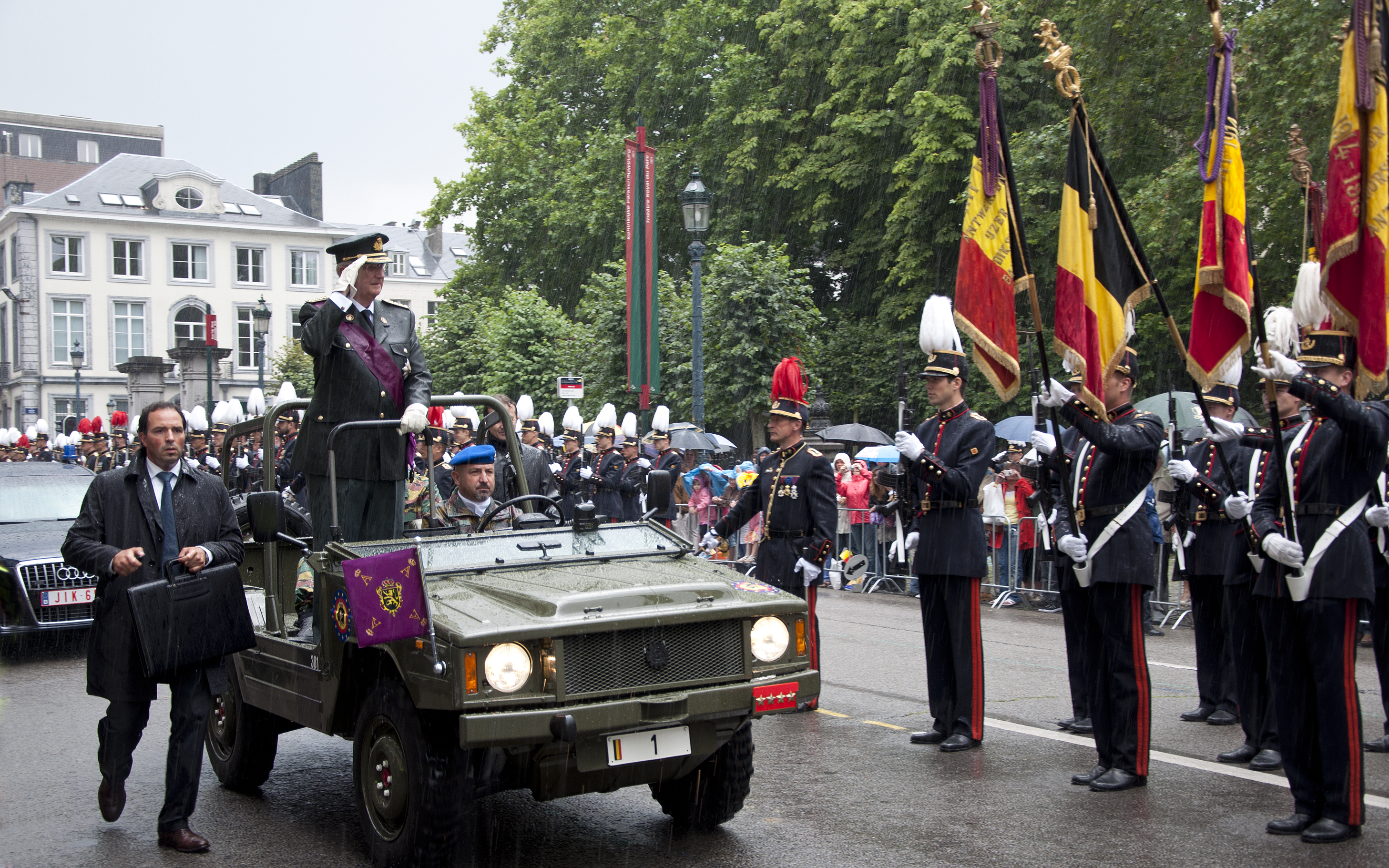
Il precedente re con membri delle forze armate

Secondo la legge del 16 agosto 1873, l'esercito doveva essere composto da:

### Fanteria
- 14 reggimenti di fanteria di linea (tre battaglioni attivi, uno di riserva e una compagnia in ogni deposito del reggimento)
- 3 reggimenti di Jäger (tre battaglioni attivi, uno di riserva e una compagnia in ogni deposito del reggimento)
- 1 reggimento di granatieri (tre battaglioni attivi, uno di riserva e una compagnia in ogni deposito del reggimento)
- 1 reggimento di Carabinieri (quattro battaglioni attivi, due di riserva e una compagnia in ogni deposito del reggimento)
- 2 compagnie regolari
- 1 corpo di disciplina
- 1 scuola militare per figli di militari

Nota: un battaglione (864 uomini) consisteva in quattro compagnie di 216 uomini

### Cavalleria
- 4 reggimenti di lancieri (4 squadroni attivi e uno di rinforzo in ogni reggimento)
- 2 reggimenti di guide (4 squadroni attivi e uno di rinforzo in ogni reggimento)
- 2 reggimenti di Chasseur (4 squadroni attivi e uno di rinforzo in ogni reggimento)

Nota: uno squadrone aveva circa 130 cavalli

### Artiglieria
- 4 reggimenti di artiglieria (10 batterie in ogni reggimento)
- 3 reggimenti di artiglieria da fortezza o artiglieria d'assedio (16 batterie, 1 batteria e 1 batteria di riserva in ogni deposito del reggimento)
- 1 compagnia pontoni
- 1 compagnia di artificieri
- 1 compagnia di armaioli
- 1 compagnia di operai d'artiglieria

Nota: Una batteria ha 6 cannoni

### Genio militare
- 1 Reggimento del Genio (3 battaglioni attivi e un battaglione in deposito)
- 1 compagnia ferroviaria
- 1 compagnia telegrafica da campagna
- 1 compagnia di stanza telegrafica
- 1 compagnia di stanza pontoni
- 1 compagnia operai

### Treni
- 7 compagnie treni

## Prima guerra mondiale
Nel 1912 era stata autorizzata dal governo una grande organizzazione dell'esercito, che prevedeva un esercito totale di 350.000 uomini entro il 1926 - 150.000 nelle forze sul campo, 130.000 nelle guarnigioni delle fortezze e 70.000 di riserva e ausiliari. Allo scoppio della guerra questa riorganizzazione non era affatto completa e solo 117.000 uomini potevano essere mobilitati per le forze sul campo, con le altre armi altrettanto carenti.
Il comandante in capo era re Alberto I, con il tenente generale Cavaliere Antonin de Selliers de Moranville come capo di stato maggiore generale dal 25 maggio 1914 al 6 settembre 1914, quando un regio decreto abolì la funzione di capo di stato maggiore dell'esercito. In questo modo il re si assicurò il controllo del comando.
- 1ª Divisione (tenente generale Baix) - intorno a Gand.
- 2ª Divisione (tenente generale Dassin) - Anversa.
- 3ª Divisione (tenente generale Leman) - intorno a Liegi.
- 4ª Divisione (tenente generale Michel) - Namur e Charleroi.
- 5ª Divisione (tenente generale Ruwet) - intorno a Mons.
- 6ª Divisione (tenente generale Albert Lantonnois van Rode) - Bruxelles.
- Divisione di Cavalleria (tenente generale de Witte) - Bruxelles.

Inoltre, c'erano guarnigioni ad Anversa, a Liegi e a Namur, ciascuna posta sotto il comando del comandante di divisione locale.
Ogni divisione conteneva tre brigate miste (di due reggimenti di fanteria e un reggimento di artiglieria), un reggimento di cavalleria e un reggimento di artiglieria, oltre a varie unità di supporto. Ogni reggimento di fanteria conteneva tre battaglioni, con un reggimento in ogni brigata con una compagnia di mitragliatrici di sei cannoni. Un reggimento di artiglieria aveva tre batterie di quattro cannoni.
La forza nominale di una divisione variava da 25.500 a 32.000 uomini, con una forza totale di diciotto battaglioni di fanteria, un reggimento di cavalleria, diciotto mitragliatrici e quarantotto cannoni. Due divisioni (la 2ª e la 6ª) avevano ciascuna un reggimento di artiglieria aggiuntivo, per un totale di sessanta cannoni.
La Divisione di Cavalleria aveva due brigate di due reggimenti ciascuna, tre batterie di artiglieria a cavallo e un battaglione ciclisti, insieme a unità di supporto; aveva una forza totale di 4.500 uomini con 12 cannoni, ed era - in effetti - poco più che una brigata rinforzata.

## Seconda guerra mondiale
Nel 1940, il re del Belgio era il comandante in capo dell'esercito belga che aveva 100.000 soldati in servizio attivo; la sua forza avrebbe potuto essere portata a 550.000 quando fosse stata completamente mobilitata. L'esercito era composto da sette corpi di fanteria, che erano stanziati a Bruxelles, ad Anversa e a Liegi, e due divisioni di corpi di cavalleria parzialmente meccanizzati a Bruxelles e nelle Ardenne. I corpi d'armata erano i seguenti:
* I Corpo d'armata con 1ª, 4ª e 7ª Divisione fanteria
* II Corpo d'armata con 6ª, 11ª e 14ª Divisione fanteria
* III Corpo d'armata con 1ª Chasseurs Ardennais, 2ª e 3ª Divisione fanteria
* IV Corpo d'armata con 9ª, 15ª e 18ª Divisione fanteria
* V Corpo d'armata con tre divisioni
* VI Corpo d'armata con tre divisioni
Ogni corpo d'armata aveva il proprio personale di quartier generale, due divisioni di fanteria attive e diverse di riserva, un reggimento di artiglieria di quattro battaglioni di due batterie con 16 pezzi di artiglieria per battaglione e un reggimento pionieri.
Ogni divisione di fanteria aveva uno stato maggiore di divisione insieme a tre reggimenti di fanteria, ciascuno di 3.000 uomini. Ogni reggimento aveva 108 mitragliatrici leggere, 52 mitragliatrici pesanti, nove mortai pesanti o obici da fanteria, più sei cannoni anticarro.
All'interno delle Forze libere belghe, che si formarono in Gran Bretagna durante l'occupazione del Belgio tra il 1940 ed il 1945, c'era una formazione delle forze terrestrii, la 1ª Brigata di fanteria belga. Altre tre divisioni vennero create e addestrate in Irlanda del Nord, ma la guerra finì prima che potessero vedere l'azione. Tuttavia, si unirono alla forza di occupazione belga iniziale in Germania, il I Corpo d'armata belga, il cui quartier generale si trasferì a Luedenscheid nell'ottobre 1946. Dei 75.000 uomini che si trovarono in Germania l'8 maggio 1945, la stragrande maggioranza era stata reclutata dopo la liberazione del Belgio.

## Guerra fredda
Durante la guerra fredda, il Belgio fornì il I Corpo d'armata belga (QG Haelen Kaserne, Junkersdorf, Lindenthal (Colonia)), costituito dalla 1ª Divisione fanteria a Liegi e la 16ª Divisione meccanizzata a Neheim-Hüsten, al Northern Army Group NATO per la difesa della Germania occidentale. C'erano anche due brigate di riserva (10ª Brigata meccanizzata, Limburgo, e la 12ª Brigata motorizzata, Liegi), leggermente più grandi delle quattro brigate attive, che erano intese come rinforzi per le due divisioni. Le forze interne comprendevano il Reggimento Para-commando ad Heverlee, tre battaglioni di fanteria leggera di difesa nazionale (5° Chasseurs Ardennais, 3° Carabiniers-cyclistes e 4° Carabiniers-cyclistes), quattro battaglioni del Genio e nove reggimenti provinciali da due a cinque battaglioni di fanteria ciascuno. (Isby e Kamps, 1985, 64, 72)
Dopo la fine della Guerra Fredda, le forze vennero ridotte. La pianificazione iniziale nel 1991 prevedeva un corpo d'armata a guida belga con 2 o 4 brigate belghe, una brigata tedesca e forse una brigata statunitense. Tuttavia, nel 1992 questo piano sembrava improbabile e nel 1993 un'unica divisione belga con due brigate entrò a far parte dell'Eurocorps.

## Struttura

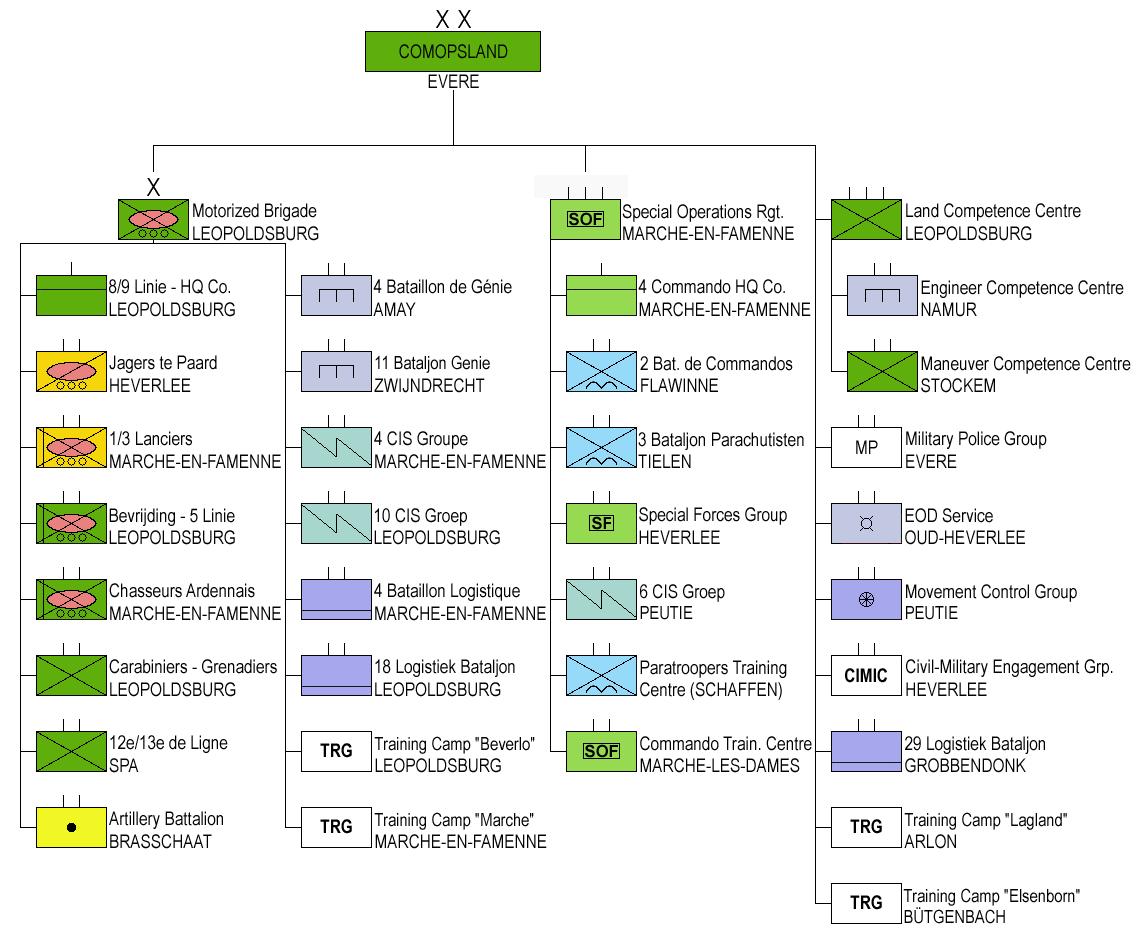
Struttura della Componente terrestre dopo la riforma del 2018

La componente terrestre è organizzata come 1 brigata e 1 reggimento per le operazioni speciali. In totale, la componente terrestre è composta da quasi 10.000 militari (al 2019). Dopo le riforme del 2018, le forze di terra sono organizzate come segue:
COMPONSLAND (il quartier generale della componente terrestre). Supervisiona e pianifica tutte le attività e le operazioni della componente terrestre.
- Brigata motorizzata a Leopoldsburg (formato dalla Brigata media). La brigata è composta da circa 6.500 soldati suddivisi in 14 unità. La capacità di combattimento è composta da 5 battaglioni di fanteria motorizzata equipaggiati con veicoli VBMR Griffon, che sono supportati da 2 battaglioni del Genio, 2 battaglioni logistici, 2 gruppi CIS (comunicazioni), 1 battaglione di artiglieria da campagna, 1 battaglione da ricognizione (ISTAR) equipaggiato con veicoli EBRC Jaguar, 2 campi di addestramento militare e l'8/9ª compagnia di linea.
- Reggimento operazioni speciali (ex Brigata leggera) presso Marche-en-Famenne. Il reggimento ha più di 1.500 soldati d'élite al suo comando. Pianifica e svolge operazioni speciali in tutto il mondo ed è la principale unità di spedizione delle forze terrestri belghe. Il reggimento è composto dal 2º Battaglione commando, dal 3º Battaglione paracadutisti, dal Gruppo forze speciali (GFS), dal 6º Gruppo comunicazioni, dai centri di addestramento per paracadutisti e per commando e dalla 4ª Compagnia commando. Tutte le unità hanno capacità aviotrasportate. Il reggimento gestisce veicoli corazzati leggeri per manovrare su terreni difficili.

La capacità del servizio comprende il Gruppo polizia militare, il Servizio di rimozione e distruzione di esplosivi (noto come DOVO in olandese e SEDEE in francese), il Gruppo controllo del movimento, il Gruppo operazioni d'informazione, centri e campi di addestramento. La capacità di addestramento comprende quattro dipartimenti: il Dipartimento di addestramento della fanteria ad Arlon, il Dipartimento di addestramento per corazzati-cavalleria a Leopoldsburg, il Dipartimento di addestramento all'artiglieria a Brasschaat ed il Dipartimento di addestramento del Genio presso Namur.
Alcuni dei reggimenti nella componente terrestre, come il 12/13º Reggimento di linea Principe Leopoldo, hanno nomi composti da più elementi. Ciò è il risultato di una serie di accorpamenti avvenuti negli anni. Il 12º/13º Reggimento di linea Principe Leopoldo venne creato nel 1993 come risultato della fusione del 12º Reggimento di linea Principe Leopoldo e del 13º Reggimento di linea.

## Equipaggiamento

### Armi da fuoco
| Arma                                   | Foto    | Tipo                           | Calibro              | Origine                    | Note |
| Pistole                                | Pistole | Pistole                        | Pistole              | Pistole                    | Pistole |
| -------------------------------------- | ------- | ------------------------------ | -------------------- | -------------------------- | --- |
| Browning GP                            |         | Pistola semiautomatica         | 9 × 19 mm Parabellum | Belgio                     | Arma da fianco standard. Quasi completamente sostituita dalla FN Five-seveN. |
| FN Five-seveN mk2                      |         | Pistola semiautomatica         | FN 5,7 × 28 mm       | Belgio                     | Precedentemente rilasciato a piloti e membri dello Special Forces Group. Ora entra in servizio come arma da fianco standard. |
| Glock 17                               |         | Pistola semiautomatica         | 9 × 19 mm Parabellum | Austria                    | Usata dall'UNOS e dal DAS. |
| Pistole mitragliatrici                 |         |                                |                      |                            | |
| FN Uzi                                 |         | Pistola mitragliatrice         | 9 × 19 mm Parabellum | Israele Belgio             | Prodotto su licenza da FN Herstal e utilizzato come arma di difesa personale dalle forze speciali, dalla marina e dal personale medico. Quasi completamente sostituito dal FN P90.                                                                                             |
| FN P90                                 |         | Personal Defense Weapon        | FN 5,7 × 28 mm       | Belgio                     | Utilizzata dallo Special Forces Group, dalla brigata Para-Commando e dal personale sanitario. |
| Fucili a canna liscia                  |         |                                |                      |                            | |
| Remington 870                          |         | Fucile a pompa                 | Calibro 12           | Stati Uniti                | In servizio dal 2008. |
| Fucili d'assalto e fucili da battaglia |         |                                |                      |                            | |
| FN FNC                                 |         | Fucile d'assalto               | 5,56 × 45 mm NATO    | Belgio                     | Usato dalle reclute per l'addestramento. |
| FN F2000                               |         | Fucile d'assalto               | 5,56 × 45 mm NATO    | Belgio                     | Utilizzato dai ricognitori dello Special Operations Regiment in quantità limitate per servire insieme al FN SCAR. |
| FN SCAR-L STD                          |         | Fucile d'assalto               | 5,56 × 45 mm NATO    | Belgio                     | SCAR-L in uso come nuovo fucile di servizio standard, in servizio anche nelle forze speciali nella variante CQC MK2. |
| FN SCAR-H CQC                          |         | Fucile da battaglia            | 7,62 × 51 mm NATO    | Belgio                     | 63 SCAR-H CQC ordinati per i sommozzatori delle forze speciali. |
| Fucili di precisione                   |         |                                |                      |                            | |
| FN SCAR-H PR                           |         | Designated marksman rifle      | 7,62 × 51 mm NATO    | Belgio                     | Sostituirà l'Arctic Warfare. |
| Accuracy International Arctic Warfare  |         | Fucile di precisione           | 7,62 × 51 mm NATO    | Regno Unito                | |
| Accuracy International AXMC            |         | Fucile di precisione           | .338 Lapua           | Regno Unito                | |
| Barrett M107A1                         |         | Fucile anti-materiale          | 12,7 × 99 mm NATO    | Stati Uniti                | 59 consegnati dalla fine del 2014. |
| Mitragliatrici                         |         |                                |                      |                            | |
| FN Minimi 5.56 Mk3 Tactical SB         |         | Mitragliatrice leggera         | 5,56 × 45 mm NATO    | Belgio                     | Mitragliatrice leggera standard. Attualmente in fase di aggiornamento agli standard 'Mk3 Tactical SB', caratterizzata da una canna più corta, un calcio regolabile con supporto per le spalle, paramani ergonomico con ringhiera, nuovo gruppo bipede e maniglia di armamento. |
| FN Minimi 7.62 Mk3                     |         | Mitragliatrice leggera         | 7,62 × 51 mm NATO    | Belgio                     | Il governo belga ha firmato un contratto da 2 milioni di euro per sostituire tutti i MAG con 242 Minimi incamerati in 7,62 × 51 mm. |
| FN MAG                                 |         | Mitragliatrice ad uso generale | 7,62 × 51 mm NATO    | Belgio                     | Mitragliatrice standard ad uso generale. Da sostituire con 242 Minimi camerati da 7,62 × 51 mm |
| M2HB QCB                               |         | Mitragliatrice pesante         | 12,7 × 99 mm NATO    | Stati Uniti                | |
| Lanciagranate                          |         |                                |                      |                            | |
| GL-1                                   |         | Lanciagranate                  | 40 mm                | Belgio                     | Utilizzato dalla fanteria regolare e dai Paracommando, montato sotto i fucili FN F2000 a livello di squadra. Quasi completamente sostituito dal FN40GL. |
| FN40GL                                 |         | Lanciagranate                  | 40 mm                | Belgio                     | Utilizzato dalle forze speciali, montato sotto i fucili FN SCAR. 507 sostituiranno l'F2000 a livello di squadra. |
| Heckler & Koch GMW                     |         | Lanciagranate automatico       | 40 mm                | Germania                   | Montato sui nuovi veicoli a reazione rapida Jankel FOX dell'esercito. |
| Lanciarazzi                            |         |                                |                      |                            | |
| M72 LAW                                |         | Lanciarazzi anticarro          | 66 mm                | Stati Uniti                | Sarà sostituito da RGW 90 come arma anticarro a corto raggio a livello di squadra |
| RGW 90 HH                              |         | Lanciarazzi anticarro          | 90 mm                | Israele Germania Singapore | Nel prossimo futuro saranno acquistate 111 armi anticarro a corto raggio. |
| Granate                                |         |                                |                      |                            | |
| Mecar M72 HE                           |         | Granata a frammentazione       | NA                   | Belgio                     | |
| Mecar M93BG                            |         | Granata da fucile              | NA                   | Belgio                     | Granata da fucile per il FN FNC. |
| M18                                    |         | Granata fumogena               | NA                   | Stati Uniti                | |

### Artiglieria
| Modello                     | Foto      | Calibro   | Origine     | In servizio | Note                                                                                        |
| Semoventi                   | Semoventi | Semoventi | Semoventi   | Semoventi   | Semoventi                                                                                   |
| --------------------------- | --------- | --------- | ----------- | ----------- | ------------------------------------------------------------------------------------------- |
| CAESAR                      |           | 155 mm    | Francia     | 0           | 9 acquistati nel 2021 con consegne previste a partire dal 2027, altri 19 ordinati nel 2022. |
| Obici                       |           |           |             |             |                                                                                             |
| LG1 Mark II                 |           | 105 mm    | Francia     | 14          |                                                                                             |
| Mortai                      |           |           |             |             |                                                                                             |
| M29                         |           | 81 mm     | Stati Uniti |             |                                                                                             |
| Expal 81 mm                 |           | 81 mm     | Spagna      | 14          |                                                                                             |
| Brandt Thomson MO-120-RT-61 |           | 120 mm    | Francia     | 32          |                                                                                             |

### Veicoli
L'esercito belga sta attualmente effettuando un importante programma di riequipaggiamento per la maggior parte dei suoi veicoli. L'obiettivo è eliminare gradualmente tutti i veicoli cingolati a favore dei veicoli su ruote. A partire dal 2010, le unità corazzate dovevano essere sciolte o unite alla fanteria corazzata (due compagnie di fanteria e uno squadrone carri per battaglione). 40 carri armati Leopard 1 erano ancora in attesa di essere venduti; il resto venne trasferito in Libano. A partire dal 2013, rimasero in servizio solo alcune varianti M113 (radar, di recupero, posti di comando e veicoli per scuola guida) e le varianti Leopard (di recupero, AVLB, Pionier, carri armati).
Il carro armato Leopard 1A5 venne ritirato il 10 settembre 2014. 56 dei carri armati verranno venduti, circa 24 rimarranno come monumenti storici o serviranno come pezzi da museo; il resto verrà gradualmente eliminato o utilizzato per la pratica del tiro al bersaglio.
| Nome                                        | Foto              | Tipo                          | Origine           | Numero            | Note |
| Veicoli corazzati                           | Veicoli corazzati | Veicoli corazzati             | Veicoli corazzati | Veicoli corazzati | Veicoli corazzati |
| ------------------------------------------- | ----------------- | ----------------------------- | ----------------- | ----------------- | --- |
| Engin blindé de reconnaissance et de combat |                   | Veicolo da ricognizione       | Francia           | 0                 | 60 ordinati nel 2018 con consegne previste a partire dal 2025. Sostituiranno i Piranha DF90 e DF30. |
| MOWAG Piranha                               |                   | Veicolo multiruolo            | Svizzera          | 121               | 18 DF90 con cannone da 90 mm, 19 veicoli da combattimento della fanteria DF30, 64 veicoli trasporto truppe IIIC, 14 posti di comando mobile PC, 6 ambulanze. |
| Pandur I                                    |                   | Veicolo trasporto truppe      | Austria           | 40                | 30 veicoli trasporto truppe e 10 ambulanze. |
| Véhicule blindé multi-rôles                 |                   | Veicolo trasporto truppe      | Francia           | 0                 | 382 ordinati nel 2018 con consegne a partire dal 2025. |
| ATF Dingo 2 MPPV                            |                   | Infantry Mobility Vehicle     | Germania          | 219               | Di cui 52 posti di comando e 10 ambulanze. |
| Iveco LMV                                   |                   | Infantry Mobility Vehicle     | Italia            | 436               | |
| Jankel FOX                                  |                   | Veicolo tattico leggero       | Regno Unito       | 108               | Il FOX è basato sul Toyota Land Cruiser per l'utilizzo da parte delle forze speciali, include un kit di corazza rimovibile per aumentare la protezione balistica e contro le mine. I veicoli sono dotati di un anello di montaggio a 360° che può essere armato con una mitragliatrice da 12,7 mm o un lanciagranate automatico. |
| JACAM                                       |                   | Veicolo tattico leggero       | Germania          | 10                | Su base Unimog. |
| Oshkosh L-ATV                               |                   | Veicolo tattico leggero       | Stati Uniti       | 0                 | 322 acquistati nel 2020 di cui 20 in versione ambulanza, con consegne previste a partire dal 2023. Sostituiranno i LMV. |
| Jankel LTTV                                 |                   | Veicolo tattico leggero       | Regno Unito       | 0                 | Il Light Tactical Transport Vehicle è basato sull'Unimog. 199 acquistati nel 2018 per le forze speciali in consegna dal 2022. |
| Veicoli non corazzati                       |                   |                               |                   |                   | |
| Unimog 1.9T                                 |                   | Autocarro leggero             | Germania          | 51                | - 47 varianti Unimog 1.9T 4×4 Mistral - 4 varianti Unimog 1.9T 4×4 SVB |
| Iveco M250                                  |                   | Autocarro                     | Italia            | 400               | 350 con kit di protezione balistica opzionali rimovibili. |
| Iveco ALC 8×4                               |                   | Autocarro                     | Italia            | 149               | In servizio dal 2004. |
| Iveco Eurotrakker                           |                   | Autocarro                     | Italia            |                   | |
| Mercedes-Benz Actros                        |                   | Autocarro                     | Germania          | 60                | In servizio dal 2002. |
| T144                                        |                   | Autocarro                     | Svezia            | 26                | In servizio dal 2002. |
| DAF CF                                      |                   | Autocarro                     | Paesi Bassi       | 150               | 636 4×4 e 243 8×8 in consegna tra il 2022 e il 2025. Il 40% dei veicoli ordinati, pari a 352 esemplari, è dotato di cabina blindata. |
| M-Gator                                     |                   | All-terrain vehicle           | Stati Uniti       |                   | |
| Veicoli per usi speciali                    |                   |                               |                   |                   | |
| Pionierpanzer 2 Dachs                       |                   | Veicolo del genio             | Germania          | 6                 | |
| MOWAG Piranha                               |                   | Veicolo del genio             | Svizzera          | 8                 | |
| Pandur I                                    |                   | Veicolo corazzato da recupero | Austria           | 4                 | |
| MOWAG Piranha                               |                   | Veicolo corazzato da recupero | Svizzera          | 9                 | |
| Soframe Heavy Recovery Vehicle              |                   | Veicolo corazzato da recupero | Francia           | 8                 | Veicoli da recupero basati su un telaio Mercedes-Benz 8×8. 15 Combat Recovery Vehicle e 13 Protected Recovery Vehicle acquistati nel 2019 che sostituiranno i Renault Kerax. Il CRV è dotato di un braccio meccanico mentre il PRV di una gru. I primi 8 CRV sono stati consegnati a maggio 2022.                                |
| Renault Kerax                               |                   | Carro attrezzi                | Francia           | 27                | In servizio dal 2001. |
| Leguan                                      |                   | Veicolo gettaponte            | Germania          | 4                 | |

### Missili
| Modello           | Foto              | Tipo                       | Origine           | Note              |
| Missili anticarro | Missili anticarro | Missili anticarro          | Missili anticarro | Missili anticarro |
| ----------------- | ----------------- | -------------------------- | ----------------- | ----------------- |
| Spike             |                   | Missile a guida infrarossa | Israele           | [ 29 ]            |

### Equipaggiamento precedente
- MAP - NATO :
  - Corazzati
    -  Sherman Firefly
    -  M4 105mm
    -  M24 Chaffee
    -  M26 Pershing
    -  M46 Patton
    -  M47 Patton
    -  M41 Walker Bulldog
    -  Leopard 1
    -  M22 Locust

  - AIFV
    -  M75
    -  AMX-VCI
    -  CVR(T)
    -  AIFV

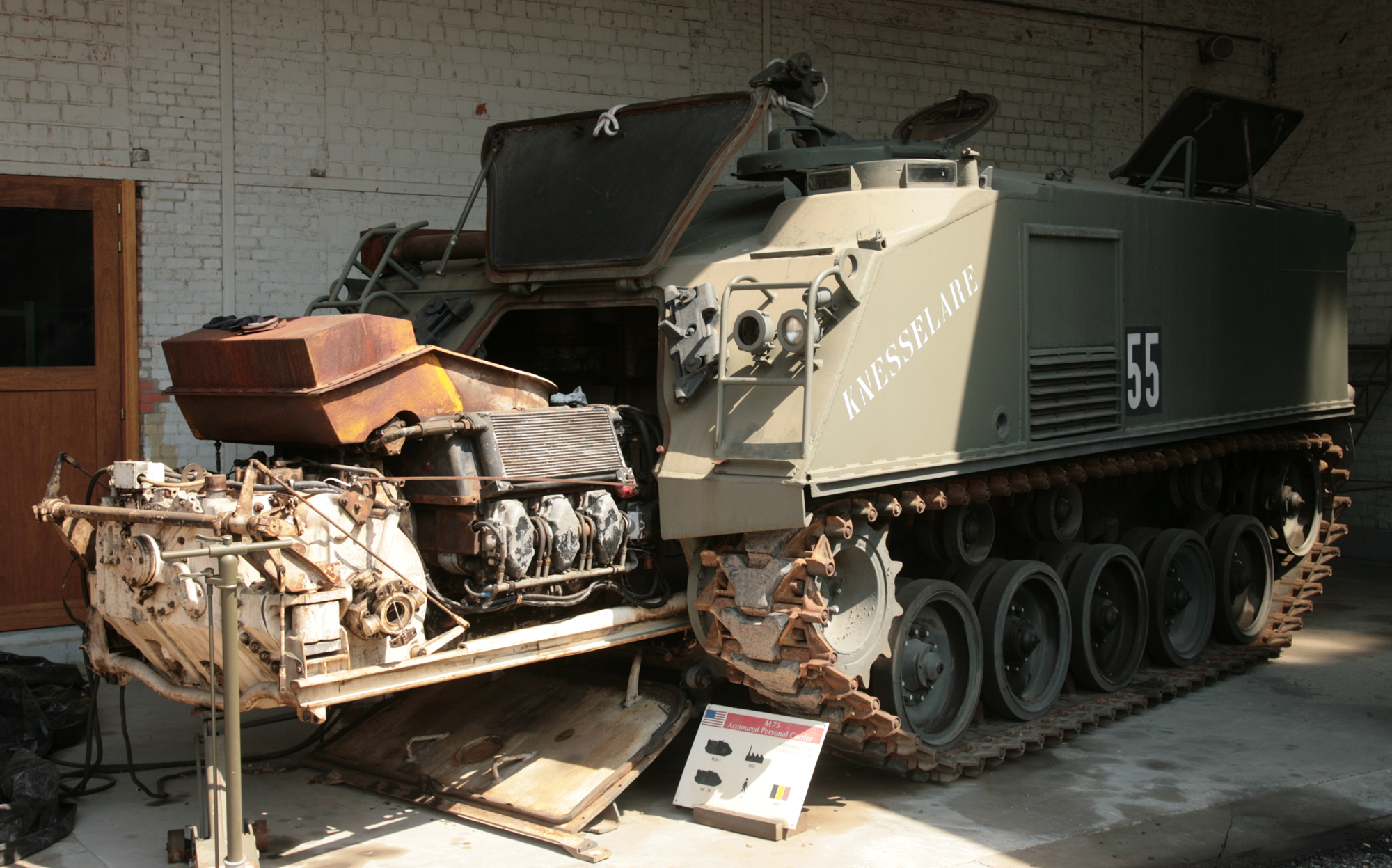
Un APC M75 APC al Museo dell'Esercito di Bruxelles

    -  M113, incluse varianti indigene
    -  Vari tipi di M3 Half-track

  - Semoventi d'artiglieria
    -  M7 Priest
    -  M44 155 mm
    -  Jagdpanzerkanone JPK
    -  Flakpanzer Gepard
    -  M108
    -  M109

  - Altri
    -  M74
    -  Bergepanzer 2A1

## Futuro
Nel rapporto sulla visione strategica della difesa del governo belga si afferma che entro il 2030 la componente terrestre belga investirà in nuove attrezzature moderne come armi, veicoli, mezzi di comunicazione, giubbotti antiproiettile e altro ancora.